# الكدية (لقنت)
الكُدية هي قرية في بلدية كُكِنتَينة التابعة لمقاطعة لقنت في إسبانية.